# Santa Muerte (minialbum)
Santa Muerte – minialbum studyjny polskiego rapera Karramby wydany 19 grudnia 2016 roku przez wytwórnię Gold Trade Music.
Limitowana edycja zawiera utwory, nad którymi artysta pracował w latach 2010–2013 (Księga I) oraz całkiem nowe nagrania (Księga II) i 3 bonusowe utwory na całym albumie. Na albumie gościnnie wystąpił Detergent.

## Lista utworów
Opracowano na podstawie materiału źródłowego.
1. „Santa Muerte” – 4:22
2. „Poszukiwany” – 4:10
3. „Znajdę Cię!!!” – 4:07
4. „Nadchodzi Noc” – 1:36
5. „Przejebane” – 4:29
6. „Aniołek” – 3:28
7. „Pocełuj Mnie w Dupę” – 4:44
8. „Santa Muerte” – 1:45

### Limitowana edycja
Opracowano na podstawie materiału źródłowego.
| Księga I | Księga II |
| 1. „Santa Muerte” 2. „Poszukiwany” 3. „Znajdę Cię!!!” 4. „Nadchodzi Noc” (gośc.: Detergent) 5. „Przejebane” 6. „Aniołek (Detergent Mix)” 7. „Pocałuj Mnie w Dupę (Santa Muerte Edit)” 8. „Santa Muerte Modlitwa” 9. Bonus: „Los Cocainos” 10. Bonus: „Respekt” | 1. „Nie Czas Nam Umierać” 2. „Hejter” 3. „Nigdy Nie Zapomnę” 4. „Strzelaj i Tańcz!” 5. „Król Jest Nagi” 6. „Bajka o Małej Dziewczynce” 7. „Zgaś Światło Moim Wrogom” 8. Bonus: „Strzelaj i Tańcz (MB Wirtualna domówka RMX)” |